# Музика Максим Максимович
Музика Максим Максимович (нар.15 липня 1889 Львів — пом.24 травня 1972 Львів) — лікар-бактеріолог, учений-мікробіолог, доктор медицини, доцент, завідувач кафедри мікробіології (1944—1964), заступник директора Львівського медичного інституту (1939—1941, 1944—1948). Голова Українського Лікарського Товариства у Львові (1925-30). Дійсний член Наукового товариства імені Шевченка (1930). Кандидат медичних наук (1947). Чоловік української художниці Ярослави Музики.

## Життєпис
Народився Музика Максим Максимович 15 липня 1889 в м. Львові, закінчив з відзнакою польську гімназію у 1907 році. Закінчив медичний факультет Львівського університету у 1913 році, отримав ступінь доктора всіх лікарських наук. Був головою товариства студентів «Медична громада» у Львові (1911—1917). До початку Першої світової війни працював лікарем у Відні і Чернівцях. Під час війни служив військовим лікарем в австрійській армії на фронті, з 1916 як бактеріолог і гігієніст — при корпусі. В роки визвольних змагань директор санітарно-бактеріологічного інституту УГА в Станіславові(нині м. Івано-Франківськ). Після звільнення з польського
полону, в 1919 році заснував бактеріологічно-хімічний інститут НТШ у Львові. У 1921 році став завідувачем цього інституту й очолював його до липня 1938 року. У 1921 Максим Музика працював у Гігієнічному інституті лікарського факультету Карлового університету в Празі. У 1920—1926 роках — Максим Музика один з організаторів і викладачів медичного факультету Львівського таємного українського університету. 1920-24 роках був професором і деканом медичного факультету цього університету. Викладав гістологію, патологію та біохімію. Активний член і директор Українського гігієнічного товариства, голова Українського лікарського товариства (1925, 1927, 1930), секретар часопису «Лікарський вісник», якому присвятив багато редакційної праці, до 1939 — постійний член його редколегії. До 1939 очолював бактеріологічний інститут «Народної лічниці» у Львові. Крім того, працював у поліклініці «Народної лічниці» та Українській лікарні ім. митрополита А. Шептицького, з 1928 до кінця 1939 завідував бактеріозною лабораторією Каси хворих у Львові.
У листопаді 1939 за дорученням Наркомату охорони здоров'я УРСР Максим Музика організував Львові медичний інститут на базі медичного факультету Львівського університету та став першим заступником директора Львівського медичного інституту, з 1940 — доцент кафедри мікробіології цього інституту. На початку німецько-радянської війни 1941—1945 під час Другої світової війни 1941 був мобілізований до Червоної армії. Працював мікробіологом у різних містах СРСР — у Києві, Харкові, був у евакуації в м. Фрунзе (нині м. Бішкек, Киргизстан), працював у медичному інституті, згодом очолював Киргизький інститут епідеміології і мікробіології. 1944 повернувся до Львова. У 1944—1946 — директор, потім заступник директора Львівського медичного інституту з навчальної і наукової роботи, до 1948 року. Упродовж 1944—1966 років очолював кафедру мікробіології. 1947 ухвалою ВАКу СРСР йому присуджено вчений ступінь кандидата медичних наук без захисту дисертації. 1966—1969 — працював консультантом кафедри мікробіології.
Максим Музика створив Львівську наукову школу мікробіології, до якої увійшли дослідники К.Губіна, Л.Гладишевська-Веселовська, В.Петрус, І.Лещук-Рачкевич, О.Нарепеха та ін. Автор понад 50-ти наук. праць, серед них десятки наук. статей, оглядів, монографій. Вони стосувалися проблем бактеріології і епідеміології плямистого тифу, туберкульозу, досліджень груп крові та їх значення в медицині, дослідження над кров'яними угрупованнями, лабораторних досліджень при хворобах печінки тощо.

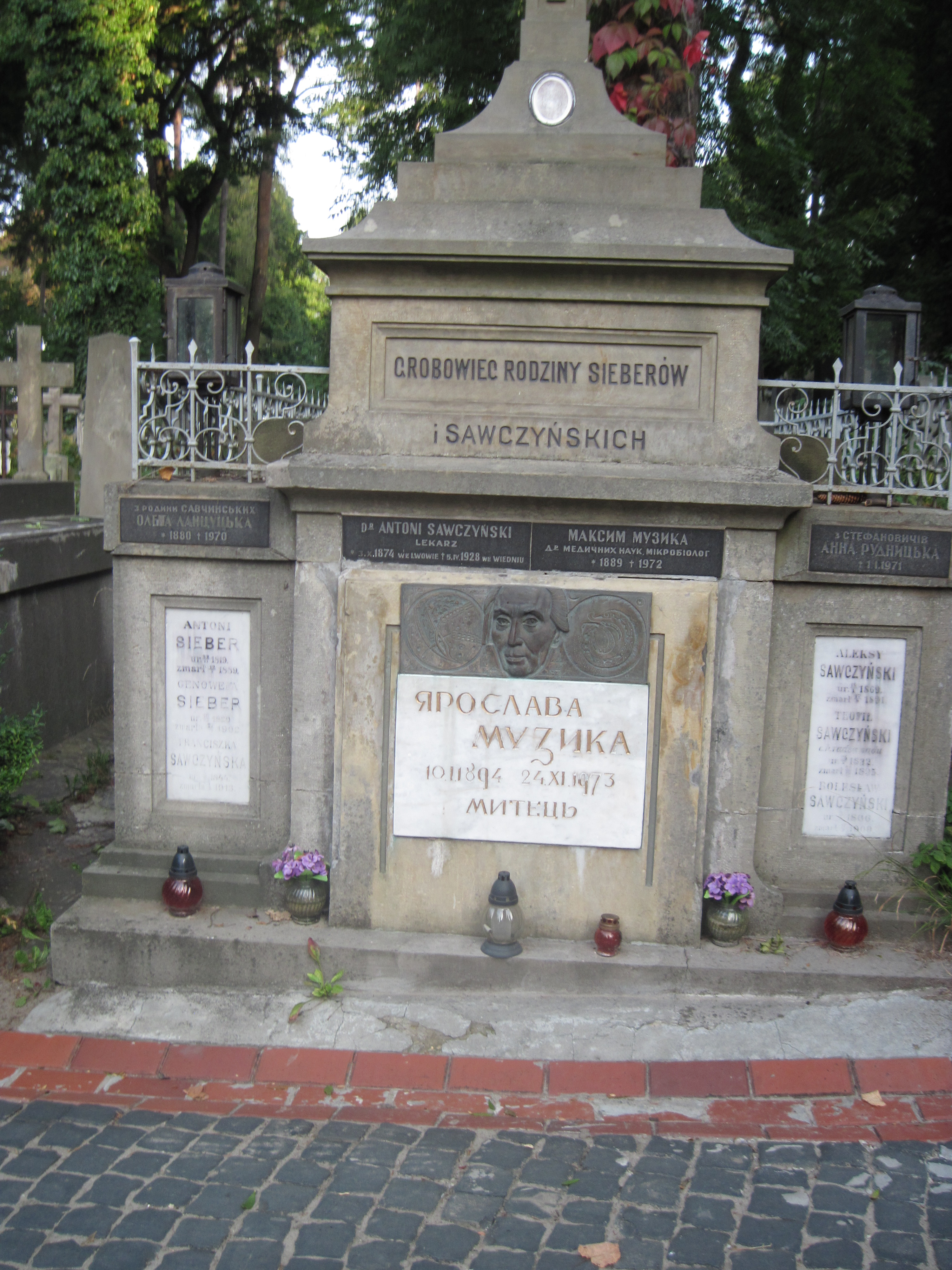
Могила Максима Музики

Найбільше уваги приділяв вивченню проблеми склероми дихальних шляхів. Унікальним є те, що вчений протягом півтора року прищеплював сам собі (разом із К.Губіною) збудника цього захворювання, ризикуючи своїм здоров'ям і життям. Максим Музика публікував свої праці в наукових збірниках НТШ, Львівського медичного інституту, в польських лікарських часописах («Przyroda і technika», "Wiadomości lekarskie), всесоюзних лікарських журналах («Вестник оториноларингологии», «Советская медицина»), у наук. збірниках у Мінську, Парижі, Празі. Крім слов'янських мов, Музика володів англійською, німецькою, іспанською, французькою, старогрецькою та латиною.
Зазнав з родиною переслідувань тоталітарного режиму, дружину художницю Ярославу Музику арештували і заслали до концтаборів. Незважаючи на великий науковий авторитет і педагогічний досвід звання професора йому не надали.
Помер Музика у м. Львів, похований на Личаківському цвинтарі в родинній гробниці Савчинських разом зі своєю дружиною — Ярославою Музикою. Про їх подвижницьку працю влучно висловився у своїх спогадах Роман Осінчук: «Обидвоє вони, кожне у своїй ділянці, люди виняткові, заслужені для нашого народу, його науки і культури».

## Вибрані праці
1. Музика М. «Бактеріологія і епідеміологія п'ятнистого тифу». «Лікарський Вісник». Львів. 1920, Ч. 2;
2. Музика М. «Розвій медичної науки і літератури на Україні в 1917—1918 рр.» «Лікарський вісник», 1920, ч. 5—6;
3. Muzyka, M. «Landsteiner laureat Nobla і jego prace nad grupami krwi». В кн.: Przyroda і technika, r. 10, zesz. 3. Lwόw, 1931
4. Музика М. «Досліди над кров'яними угрупованнями населення Східної Галичини». «Лікарський вісник», 1932, ч. 1—2
5. «Les groupes sanguines е la sedimentation des hematies». В кн.: Comptes Rendus. Soc. Biol. Paris, 1933
6. Музика М. Лабораторні дослідження при хворобах печінки. Лікарський Вісник. Львів. 1936, Ч. 3;
7. Музика М. «Наукова діяльність Українського лікарського товариства». «Лікарський вісник», 1938, ч. 1;
8. Музика М. М. До п'ятидесятиріччя Львівського медінституту / М. М. Музика // Збірник праць Львівського державного медичного інституту: ювілейний вип. / ред. кол.: Г. Ф. Скосогоренко [та ін.]. — Львів: Вільна Україна, 1946. — С. 3-17.
9. Музика М. М. Дія деяких антибіотиків на бак Лабораторні дослідження при хворобах печінки. Лік Вісн 1936, Ч. 3терії капсульної групи в пробірці / М. М. Музика, К. М. Губіна, Л. І. Гладишевського // Тези доповідей конференції по склеромі. — Львів, 1951. — С. 14.
10. Музика М. М. До питання про етіологію і патогенез склероми дихальних шляхів у світлі Павловського вчення / М. М. Музика // Тези доповідей конференції по склеромі. — Львів, 1951. — С. 10.
11. Лікування склероми дихальних шляхів антибіотиками / С. В. Михайлівський, М. М. Музика, Р. О. Бариляк, К. М. Губіна // Вісник ото-рино-ларингологии. — 1952. — № 2. — С. 59-62.
12. Стрептоміцин — ефективний засіб при лікуванні хворих склеромою дихальних шляхів / С. В. Михайлівський, М. М. Музика, Р. О. Бариляк, К. М. Губіна // Радянська медицина. — 1953. — № 5. — С. 20.
13. Губіна К. М. Вплив сіптоміціна, левомицина, биомицина і фуроцілліна на капсульні бактерії / К. М. Губіна, М. М. Музика // Склерома дихальних шляхів. — Львів, 1958. — С. 202—209. — (Львовс. Мед. Ін-т. Зб. Наук. Праць. Т. 14).
14. Губіна К. М. Мінливість капсульних бактерій під впливом пеніциліну, стрептоміцину і грамицидина / К. М. Губіна, М. М. Музика // Склерома дихальних шляхів. — Львів, 1958. — С. 39-48. — (Львівс. Мед. Ін-т. Зб. Наук. Праць. Т. 14).
15. Губіна К. М. Про приживання капсульних бактерій на слизових оболонках носа і зіву у людини / К. М. Губіна, М. М. Музика // Склерома дихальних шляхів. — Львів, 1958. — С. 49-58. — (Львівс. Мед. Ін-т. Зб. Наук. Праць. Т. 14).
16. Михайловський С. В. Робота співробітників Львівського медінституту по боротьбі зі склеромою дихальних шляхів за останнє 10-річчя / С. В. Михайлівський, М. М. Музика // Склерома дихальних шляхів. — Львів, 1958. — С. 3-5. — (Львівс. Мед. Ін-т. Зб. Наук. Праць. Т. 14).
17. Музика М. М. Антибактеріальна дія комбінацій антибіотиків на капсульні бактерії / М. М. Музика, К. М. Губіна // Склерома дихальних шляхів. — Львів, 1958. — С. 210—219. — (Львівс. Мед. Ін-т. Зб. Наук. Праць. Т. 14).
18. Музика М. М. Вплив пеніциліну, грамицидина, саназин, стрептоміцину і лізоліціна на бактерії капсульної групи / М. М. Музика, К. М. Губіна, Л. І. Гладишевського // Склерома дихальних шляхів. — Львів, 1958. — С. 193—201. — (Львівс. Мед. Ін-т. Зб. Наук. Праць. Т. 14).
19. Музика М. М. Капсульні бактерії у хворих склеромою в ході їх лікування стрептоміцином / М. М. Музика, К. М. Губіна // Склерома дихальних шляхів. — Львів, 1958. — С. 23-38. — (Львівс. Мед. Ін-т. Зб. Наук. Праць. Т. 14).
20. Музика М. М. Капсульні бактерії у хворих склеромою дихальних шляхів і у здорових людей / М. М. Музика, К. М. Губіна, С. В. Антонів // Склерома дихальних шляхів. — Львів, 1958. — С. 6-11. — (Львівс. Мед. Ін-т. Зб. Наук. Праць. Т. 14).
21. Музика М. М. Капсульні бактерії у хворих склеромою лікувалися граміціадіном і деякими мікробами-антагоністами / М. М. Музика, К. М. Губіна, Л. І. Гладишевського // Склерома дихальних шляхів. — Львів, 1958. — С. 12-22. — (Львівс. Мед. Ін-т. Зб. Наук. Праць. Т. 14).
22. Деякі дані про експедиційної роботі з вивчення склероми / С. В. Михайловський, М. М. Музика, Р. А. Бариляк // Журнал вушних, носових і горлових хвороб. — 1959. — № 1. — С. 32-40.
23. Бариляк Р. А. Пам'яті заслуженого діяча науки професора Бориса Яковича Ельберта (1890—1963): [некролог] / Р. А. Бариляк, М. М. Музика // Журнал вушних, носових і горлових хвороб. — 1964. — № 3. — С. 88.
24. Музика М. М. Історія боротьби з склеромою у Львівській і сусідніх областях / М. М. Музика, К. М. Губіна // Міжобл. наук. іст.-мед. конф., присв'ячена 25-річчю возз'єднання західно-укр. земель з УРСР: тези доп. — Львів, 1964. — С. 125—128.
25. Музика М. М. Класифікація капсульних бактерій, виділених з дихальних шляхів людини / М. М. Музика, К. М. Губіна, Л. І. Веселовська-Гладишевська, С. Д. Ходоровська // Актуальні проблеми медицини: короткий зміст доповідей наук. конф., присвяченої 25-річчю возз'єднання укр. народу в єдиній Українській Радянській державі, 1-2 лютого 1965 р. — Львів, 1965. — С. 100—102.
26. Музика М. М. Науково-дослідна робота кафедри мікробіології / М. М. Музика, К. М. Губіна // Основні напрямки в розвитку діяльності кафедр Львівського медичного інституту: короткий зміст доповідей наук. конф., 3-4 лютого 1966 р. — Львів, 1966. — С. 41-45.
27. Музика М. М. Основні риси нозогеографії склероми // Актуальні питання склероми: зб. матеріалів конф. (2-3 червня 1967 р.). — Львів, 1967. — С. 9-11.
28. Музика М. М. Факти і гіпотези в епідеміології склероми / М. М. Музика, К. М. Губіна // Актуальні питання склероми: зб. матеріалів наук.-практ. конф. (2-3 червня 1967 р.). — Львів, 1967. — С. 25-29.
29. Музика М. Наукова діяльність Українського лікарського товариства / М. Музика // Матеріяли до історії української медицини. Т. ІІ / ред.-упоряд. М. Семчишин ; ред. кол.: П. Джуль, В. Марчук, П. Пундій [та ін.]. — Чікаґо: Укр. лікар. т-во Північної Америки, 1988. — С. 40-51.